# Evelina Settlin
Anna Evelina Settlin, född 5 juni 1992 i Hudiksvall, är en svensk tidigare längdskidåkare som debuterade i världscupen den 7 mars 2012 i Drammen i Norge. Hennes första pallplats i världscupen kom när hon ingick i det svenska stafettlag som slutade tvåa vid tävlingen den 27 januari 2019 i Ulricehamn i Sverige. Hon slutade också trea i teamsprinten tillsammans med Hanna Falk vid världscuptävlingen i Lahtis i Finland den 10 februari 2019.
Settlin vann silver i sprint och stafett vid Juniorvärldsmästerskapen i nordisk skidsport 2012.
Hon avslutade sin elitsatsning efter säsongen 2022.